# Alberge
Pour les articles homonymes, voir Alberge (homonymie).
L'alberge est le fruit de l'albergier,, qui tient de la pêche et de l'abricot et dont la pulpe est très adhérente au noyau. Sa chair est fondante et légèrement amère.

## Différentes variétés
- Alberge Hartling : appelée Pavit alberge jaune
- Alberge Jaune : appelée Avant-pêche jaune
- Petite-alberge
- Alberge Rouge : appelée Avant-pêche rouge[4]